# Веллингтон Паулиста
Ве́ллингтон Паули́ста, настоящее имя Ве́ллингтон Пере́йра ду Насиме́нту (порт.-браз. Wellington Pereira do Nascimento; Wellington Paulista; род. 22 апреля 1984 или 22 апреля 1983, Сан-Паулу) — бразильский футболист, нападающий клуба «Америка Минейро».

## Биография
Веллингтон Паулиста (прозвище получил благодаря принадлежности к штату Сан-Паулу) в детстве занимался мини-футболом в школе «Сан-Паулу», в более старшем возрасте перешёл в обычный футбол. Продолжил обучение в «Мирасоле» и «Жувентусе» (Сан-Паулу). В составе последнего клуба дебютировал во взрослом футболе в 2003 году. За четыре года в этой команде забил 90 голов, в основном на уровне низших лиг чемпионата штата Сан-Паулу. Также в этот период трижды отдавался в аренду в другие команды — «Мирасол», «Парану» и «Сантос» в 2006 году.
После успешных выступлений за «Сантос» в 2007 году отправился в Европу. Отметился голом за «Депортиво Алавес» в ворота «Барселоны» в игре Кубка Испании. Но Веллингтону не удалось адаптироваться к жизни в Испании, и в конце года он вернулся на родину, присоединившись к «Ботафого». С «одинокой звездой» Веллингтон Паулиста стал лучшим бомбардиром Лиги Кариоки 2008 года. В декабре того же года нападающего приобрёл «Крузейро». В 2009 году с 14 голами он стал лучшим нападающим «лис» в чемпионате Бразилии, и помог своей команде дойти до финала Кубка Либертадорес. Атакующая связка с Клебером в том году была одной из сильнейших в Бразилии.
В 2011 году Веллингтон Паулиста на правах аренды выступал за «Палмейрас», а 2013 год провёл, также на правах аренды, в английском «Вест Хэме» (где так и не сыграл ни одного матча за основу) и «Крисиуме». В 2014 году подписал контракт с «Интернасьоналом», но после успешной кампании в Лиге Гаушу снизил свою результативность, и в 2015 году был отдан в аренду в «Коритибу». Затем нападающего приобрёл «Флуминенсе», но за «трёхцветных» до конца года в 17 играх Серии A Веллингтон отметился лишь одним забитым голом. В 2016 году Веллингтон Паулиста на правах аренды выступал за «Понте-Прету», и в итоге финишировал со скромной командой на высоком восьмом месте.
После гибели в авиакатастрофе «Шапекоэнсе» многие клубы стали помогать команде из Санта-Катарины игроками. «Флуминенсе» отдал в аренду в «Шапе» Веллингтона Паулисту. В новой команде Веллингтон стал одним из лидеров в атаке, отметившись шестью забитыми голами в 17 матчах чемпионата штата. В мае Веллингтон отпраздновал с командой первый после катастрофы титул — победу в Лиге Катариненсе.

## Титулы и достижения
Командные
- Победитель Серии A2 чемпионата штата Сан-Паулу (1): 2005
- Чемпион штата Риу-Гранди-ду-Сул (1): 2014
- Чемпион штата Минас-Жерайс (1): 2009, 2010
- Чемпион штата Санта-Катарина (1): 2017
- Чемпион штата Сеара (3): 2019, 2020, 2021
- Вице-чемпион Бразилии (1): 2010
- Финалист Кубка Либертадорес (1): 2009

Личные
- Лучший бомбардир чемпионата штата Рио-де-Жанейро (1): 2008
- Лучший бомбардир чемпионата штата Минас-Жерайс (1): 2014
- Лучший бомбардир Кубка Бразилии (1): 2008